# Fileni (azienda)
Fileni Alimentare S.p.A. è un'azienda alimentare italiana holding del Gruppo Fileni e specializzata nella produzione di carni bianche e rosse.

## Storia
Fileni fu fondata su impulso di Giovanni Fileni, ultimo di tre fratelli in una famiglia di mezzadri della Vallesina, nel 1979. L'interesse di Fileni nell'allevamento avicolo iniziò nel 1965 con le prime sperimentazioni di allevamento nel cortile della casa di famiglia; successivamente nel 1966 realizzò un primo capannone per l'allevamento di 5 000 polli da vendere porta a porta agli abitanti della Vallesina. Un anno dopo aprì a Jesi con l'aiuto della moglie Rosina un primo negozio di vendita diretta seguito nel 1968 dal primo mattatoio.
Nel corso degli anni l'attività si è espansa grazie alla chiusura del ciclo produttivo della carne avicola con l'apertura di uno stabilimento per prodotti pronti a Cingoli nel 1989 e di un nuovo stabilimento produttivo a Castelplanio nel 2008. Dopo aver sperimentato la produzione biologica fin dagli anni '90, effettuandola anche per altre aziende, Fileni lancia nel 2014 Fileni BIO, la prima linea di carni biologiche in Italia.

Logo usato fino al 2025

Nel 2022 l'azienda prende parte all'Expo 2020 di Dubai nell'ambito della presentazione del Distretto biologico delle Marche e nello stesso anno l'azienda riceve la certificazione B Corporation, assegnata dall'ente no profit statunitense B Lab.

## Controversie
Nel 2020 Andrea Tesei ha presentato un ricorso presso il Tribunale amministrativo regionale delle Marche denunciando che nello stabilimento di Monte Roberto vi erano, tra le altre cose, diverse incongruenze nello stimare il valore delle emissioni e l'efficienza dei sistemi di abbattimento degli inquinanti provenienti dall'attività dell'allevamento. Sebbene il TAR decise di respingere il ricorso, ritenendolo tuttavia fondato, la sentenza è stata ribaltata dal Consiglio di Stato nel giugno 2022 che ha condannato Fileni alla chiusura dello stabilimento entro il 31 ottobre, determinando il carattere "nocivo" dell'allevamento intensivo, hanno determinato la necessità di una variante urbanistica nel Piano regolatore generale comunale (PRGC) che non era stata prevista. Nonostante la condanna lo stabilimento avrebbe continuato ad operare anche dopo la data stabilita, come constatato da un intervento dei Carabinieri forestali richiesto dall'europarlamentare Eleonora Evi. A seguito di ciò l'azienda, dichiaratasi estranea ai fatti, ha annunciato il 14 dicembre la chiusura dello stabilimento "in attesa del pronunciamento del Consiglio di Stato".
Nel 2022 la stessa Evi ha presentato un'interrogazione a risposta scritta alla Commissione europea denunciando che in seguito alla sostituzione di una centralina di monitoraggio presso l'impianto di Ripa Bianca, a Jesi, sono stati rilevati valori "molto più alti" di ammoniaca rispetto a quanto precedentemente registrato, considerando che anche lo stabilimento di Monte Roberto possedeva la stessa tecnologia.
Nel 2023 l'azienda è stata al centro di un servizio firmato dalla giornalista Giulia Innocenzi della trasmissione Rai 3 Report che ha denunciato, anche in base alle dichiarazioni rese da alcuni ex operai e al materiale raccolto dalla LAV: il maltrattamento e l'uccisione barbara degli animali, l'utilizzo di cibi contenenti OGM e la mancanza delle tipiche caratteristiche dell'allevamento biologico come ad esempio la presenza negli allevamenti del pollo broiler o la mancanza del tempo minimo passato all'aria aperta.